# Dudėnas
Dudėnas ist ein litauischer männlicher Familienname.

## Personen
- Arūnas Dudėnas (* 1983), Politiker, Mitglied des Seimas
- Vytautas Dudėnas (*  1937),  Finanzist und Politiker, Mitglied im Seimas,  Finanzminister